# Pietra della follia

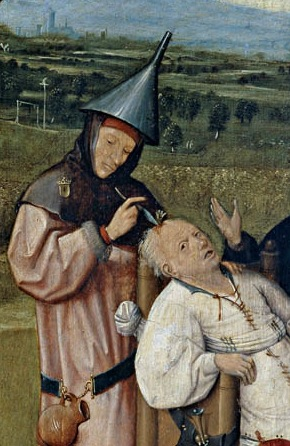
Dettaglio dell'estrazione della pietra

La pietra della follia o pietra della pazzia era, nell'immaginario collettivo medioevale, una pietra che, situata all'interno della fronte, veniva considerata responsabile della pazzia dei pazienti che ne erano affetti.
Antiteticamente alla pietra filosofale per la quale alchimisti e scienziati per secoli, dal medioevo fino al rinascimento, hanno rivolto i loro sforzi alla sua scoperta, la pietra della follia, poiché considerata la causa della pazzia delle persone, doveva essere rimossa per ottenere la guarigione del malato. La pietra doveva essere trovata ed eliminata attraverso l'incisione del cranio del paziente all'interno del quale si pensava la pietra risiedesse.
Il quadro di fine Quattrocento di Hieronymus Bosch chiamato Estrazione della pietra della follia mostra una fase dell'intervento nel quale uno stolto si fa convincere da un ciarlatano a farsi togliere dalla testa la pietra della follia.